# Andrij Fyłypczuk
Andrij Mychajłowych Fyłypczuk (ukr. Андрій Михайлович Филипчук, pseudonim „Siryj”; ur. 25 września 1989 w Chiszewicach, zm. 2 lutego 2023 w pobliżu Kreminnej) – ukraiński archeolog, naukowiec, historyk, wojskowy 103 Brygady Obrony Terytorialnej Sił Zbrojnych Ukrainy, uczestnik wojny rosyjsko-ukraińskiej. Przed śmiercią był członkiem Ukraińskiego Stowarzyszenia Archeologicznego i organizacji „Podhorce Szołom”. Był synem archeologa Mychajła Fyłypczuka.

## Biografia
Ukończył studia na Wydziale Historii (2011, magister z wyróżnieniem, specjalizacja archeologia) oraz studia podyplomowe (2014, specjalizacja archeologia) na Lwowskim Uniwersytecie Narodowym im. Iwana Franki.
Był pracownikiem naukowym w Centrum Badań nad Ochroną Zabytków (2010–2011), asystentem w Katedrze Historii Średniowiecznej i Studiów Bizantyjskich (2015), a także pracownikiem naukowym w Departamencie Badań (2015, 2018–2019) na Lwowskim Uniwersytecie Narodowym im. Iwana Franki.
Od 2015 r. był zastępcą dyrektora ds. badań w Rezerwacie Historyczno-Kulturowym „Starożytny Pleśnisk”. Był także przewodnikiem archeologicznym po Lwowie i Pleśnisku.
Był kierownikiem Ekspedycji Archeologicznej Rezerwatu „Starożytny Pleśnisk” (2016–2021). Tematy jego badań obejmowały archeologię i wczesną historię Słowian oraz starożytności kompleksu archeologicznego Pleśnisk. Jest autorem ponad 100 prac naukowych.
W dniu 25 lutego 2022 r. zgłosił się na ochotnika jako członek ukraińskich sił zbrojnych podczas rosyjskiej inwazji na Ukrainę. Służył w 103 Brygadzie Obrony Terytorialnej Sił Zbrojnych Ukrainy. Posiadał umiejętności medyka bojowego i strzelca SPG-9. Brał udział w działaniach wojennych na terytorium obwodów ługańskiego i donieckiego. Zginął 2 lutego 2023 r. w pobliżu miasta Kreminna w obwodzie ługańskim.
Został pochowany 10 lutego 2023 r. na Cmentarzu Wojskowym na Łyczakowie. W uroczystości wzięli udział jego żona i syn.

## Nagrody
- order „Za odwagę” III Klasa (8 listopada 2023 r., pośmiertnie)[10]

## Uczczenie pamięci
W marcu 2023 r. we Lwowie odbyło się requiem na cześć Andrija Fyłypczuka.